# Entrenamiento de caballos
El entrenamiento de caballos se refiere a una variedad de prácticas que enseñan a los caballos a realizar determinadas conductas cuando se les solicita hacerlo por los seres humanos. Los caballos son entrenados para ser manejables por los seres humanos para la atención de todos los días, así como para la equitación, las carreras de caballos y la monta terapéutica para personas con discapacidades, entre otros.
Históricamente, los caballos fueron entrenados para la guerra, el trabajo agrícola, el deporte y el transporte. Hoy en día, la mayor parte del entrenamiento de caballos se orienta hacia la crianza y desarrollo de caballos útiles para una variedad de actividades recreativas y deportivas, como son los deportes ecuestres. Los caballos también son capacitados para trabajos especiales como policía montada, entretenimiento circense y psicoterapia equina asistida.
Hay una tremenda controversia sobre los distintos métodos de entrenamiento de los caballos e incluso algunas de las palabras usadas para describir estos métodos. Algunas técnicas son consideradas crueles, otros métodos se consideran más suaves y más humanos. Sin embargo, es más allá del alcance de este artículo entrar en los detalles de la metodología de formación diferentes, por lo que los principios generales y básicos se describen a continuación.

## Objetivos

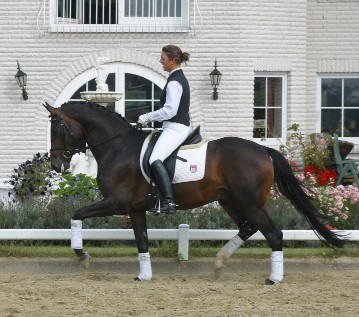
La comunicación efectiva y la armonía entre jinete y caballo se encuentran entre los objetivos de la capacitación adecuada

La gama de técnicas de formación y objetivos de entrenamiento es diversa, pero en el adiestramiento de animales se aplican conceptos básicos a todas las formas de entrenamiento de caballos. El objetivo inicial de la mayoría de los tipos de formación es crear un caballo que sea seguro para manejar (en la mayoría de las circunstancias) y sea capaz de realizar una tarea útil para el beneficio de los seres humanos.
Algunas consideraciones específicas y algunos conocimientos básicos del comportamiento del caballo ayudan a un entrenador de caballos a ser eficaz independientemente de la escuela o de la disciplina que se elija:
- La seguridad es primordial: Los caballos son mucho más grandes y fuertes que los humanos, por lo que se les debe enseñar el comportamiento de no lesionar a las personas.
- Los caballos, al igual que otros animales, se diferencian en la estructura del cerebro de los seres humanos y por lo tanto no tienen el mismo tipo de pensamiento y la capacidad de razonamiento. Por lo tanto, el ser humano tiene la responsabilidad de pensar acerca de cómo usar la psicología del caballo para llevar el animal en una comprensión de los objetivos del entrenador humano.
- Los caballos son animales de manada social y, cuando se maneja adecuadamente, pueden aprender a seguir y respetar a un líder humano.
- Los caballos, como cualquier animal tratado como presa, tienen una innata respuesta de lucha o huida, instinto que tiene que ser adaptado a las necesidades humanas. Los caballos necesitan que se les enseñe a confiar en los seres humanos para determinar cuando el miedo o la huida es una respuesta adecuada a los nuevos estímulos y no reaccionan por solo instinto.
- Al igual que la mayoría de los animales , un caballo joven se adaptará más fácilmente a las expectativas humanas de una más antigua, por lo que la manipulación humana del caballo desde una edad muy temprana es generalmente aconsejado.

## Etapas
Independientemente del objetivo del entrenamiento, la mayoría de los caballos pasan por una serie de pasos predecibles en su camino a ser animales "adiestrados" para una disciplina determinada.

### Formación de potros y caballos jóvenes
La mayoría de los caballos domesticados jóvenes se adiestran desde el nacimiento o en los primeros días de vida, aunque algunos sólo son manejados por primera vez al destete de sus madres. Los defensores de la manipulación de potros desde el nacimiento, utilizan comúnmente el concepto de impronta para introducir un potro en sus primeros días y semanas de vida a muchas de las actividades que van a ver a lo largo de sus vidas. A las pocas horas de nacer, un potro que se impronta tendrá un toque humano y será introducido al tacto y voz humano.
Otros entrenadores dejan al potro solo durante sus primeras horas o días, con el argumento de que es más importante permitir que el potro para vincularse con su madre. Sin embargo, incluso las personas que no abogan por la impronta, reconocen el valor que la manipulación de un potro permite para domarlo fácilmente por un ser humano . Al hacerlo, el potro idealmente aprenderá que los humanos no harán daño, pero también que los seres humanos deben ser respetados.

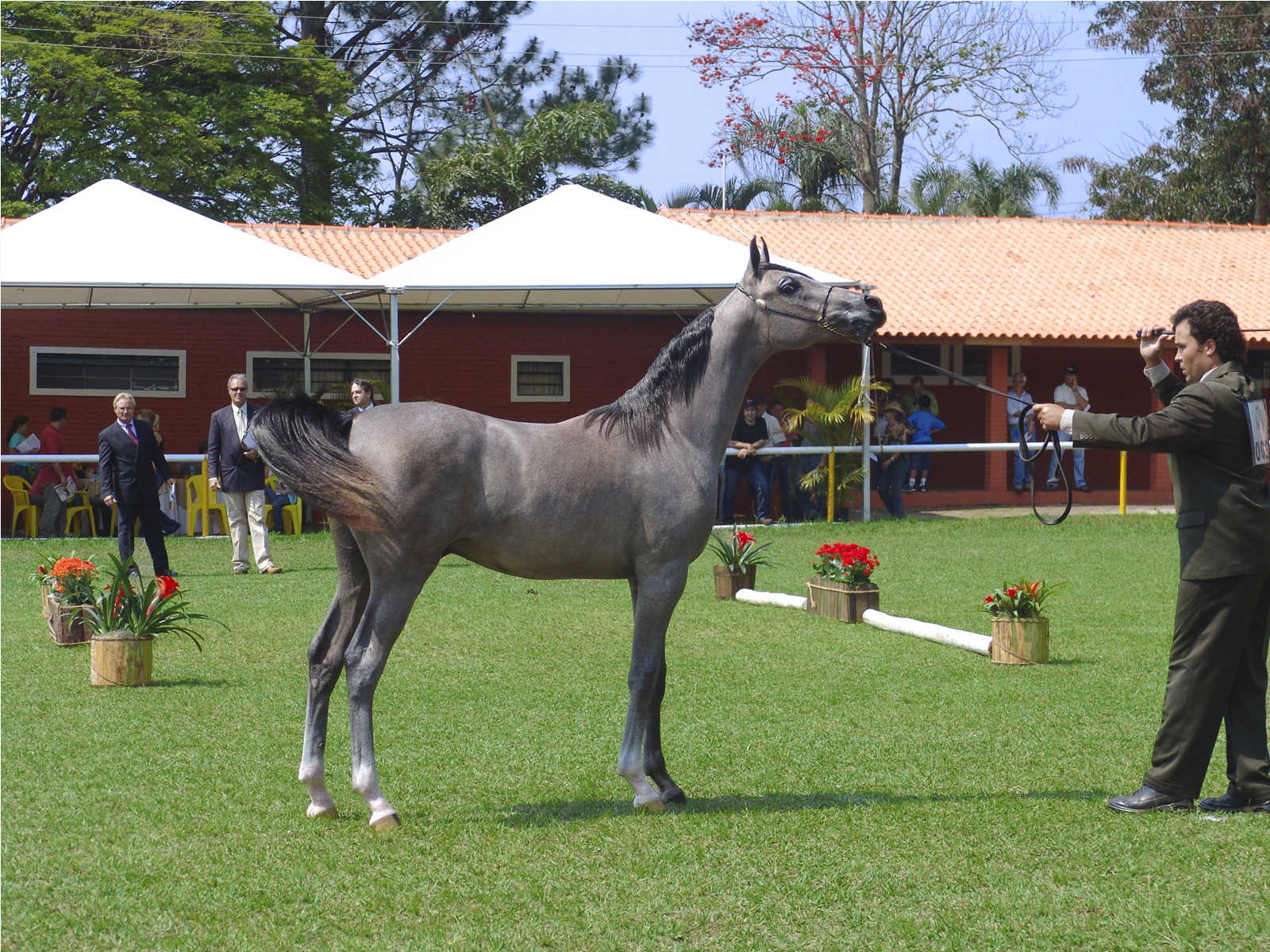
Los caballos demasiado jóvenes para montarlos son entrenados para aceptar un cabestro, enseñarles habilidades básicas y acostumbrarlos a las actividades humanas

Mientras que un potro es demasiado joven para ser montado , todavía es capaz de aprender las habilidades que necesitará en el futuro. Al final del primer año de un potro , que debe ser - halter quiebra  , lo que significa que permite a un halter puesto sobre su cabeza y se le ha enseñado a ser dirigido por un ser humano en una caminata y trote, para detener el comando activo y pasivo atado .
El caballo joven necesita estar tranquilo Básico grooming , así como veterinario cuidado como vacunación s y desparasitación . Un potro necesita regular pezuña atención y puede ser enseñado a ponerse de pie mientras tiene sus pies recogidos y recortadas por una herrador . Lo ideal es un caballo joven debe aprender todas las habilidades básicas que necesitará a lo largo de su vida , entre ellos : ser capturado de un campo , cargados en un [[ ]] remolque de caballos , y no tener miedo de sacudir o objetos ruidosos. También puede estar expuesto al ruido y la conmoción de la actividad humana ordinaria , incluyendo ver los vehículos de motor , las radios de audición , y así sucesivamente . Habilidades más avanzadas a veces se enseñan en el primer año incluyen aprender a aceptar [ manta de caballo [ | mantas ]] que se le plantean , a recortar con maquinilla eléctrica y que debe darse un baño con agua de una manguera . El potro puede aprender los comandos básicos de voz para iniciar y detener , ya veces va a aprender a cuadrar sus pies para arriba para mostrar en en la mano o conformación clases. Si se han completado estas tareas, el caballo joven no tendrá miedo a las cosas colocadas en su parte posterior , alrededor de su abdomen o en su boca.
Algunas personas , ya sea por medio de filosofías o simplemente por estar presionado por el tiempo , no manejar potros significativamente cuando todavía son ancianos, pero espere hasta que el potro es destetado de su presa para empezar a romper halter y las otras tareas de la formación de un caballo en su primer año . El argumento para gentling y halter - rotura en el destete es que el caballo joven , en crisis desde que se separó de su madre , será más fácil de bonos con un ser humano en el destete que en un momento posterior de su vida . A veces las tareas de gentling básica no se han efectuado dentro del primer año, pero siguen cuando el caballo es un añal . Potros son más grandes y más impredecible que los animales destetados , más a menudo se distraen con facilidad , en parte debido a los primeros signos de la madurez sexual. Sin embargo, también están siendo muy impresionable , y aunque muy rápido y ágil, no están en su fuerza total de un adulto .
Más raro , pero no es raro , incluso en el mundo moderno , es la práctica de dejar los caballos jóvenes completamente controlada hasta que tengan edad suficiente para ser montados , por lo general entre las edades de dos y cuatro, y completar toda la formación del suelo , así como la formación para montar en al mismo tiempo. Sin embargo, esperar hasta que un caballo está completamente desarrollado para comenzar el entrenamiento es a menudo mucho más riesgoso para los seres humanos y requiere mucha más habilidad para evitar lesiones.

### Entrenamiento en tierra

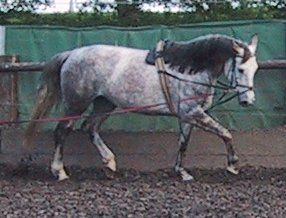
Un caballo joven en Europa siendo añorado con cincha y laterales riendas.

Después de un caballo joven se le enseña a conducir y otras habilidades básicas , las distintas tareas se pueden introducir en el caballo a medida que madura , mientras que todavía es demasiado joven para ser montados . Algunas escuelas de formación hacen un gran trabajo con los caballos jóvenes durante su año de edad y dos años de edad, año a fin de prepararlos para la conducción , otros se limitan a reforzar las lecciones básicas que se enseñan al caballo como un potro y simplemente mantener el caballo acostumbrado a la presencia de los seres humanos . Muchas veces , un caballo joven no tenían todos los conocimientos básicos necesarios descritos anteriormente enseñado a ella como un potro y de sus años " adolescentes " se pasó de aprendizaje o re - aprender las lecciones básicas.
Varias técnicas de entrenamiento de tierra se introducen habitualmente para un caballo joven algún tiempo después de que se cumpla un año , pero antes de ser montado. Todos los caballos por lo general tienen algunos o todos de este trabajo de tierra hecho antes de ser montado , aunque el tiempo de estadía puede variar de horas a meses . Mientras que un potro o añal se puede introducir a una pequeña cantidad de trabajo de tierra , los huesos y las articulaciones de un joven caballo son muy blandos y frágiles. Por lo tanto, para evitar que cartílago lesión de la articulación y el trabajo intenso, especialmente intensa labor en un círculo cerrado (como roundpenning avanzado o longeing ) , debe esperar hasta que el caballo es al menos dos años de edad. Las técnicas comunes de formación en tierra incluyen:
- El trabajo  Libertad  , a veces llamado  longeing libre  ,  el trabajo ronda pluma  o roundpenning , pero independientemente de la terminología, es el proceso de trabajar un caballo suelto en una pequeña área (generalmente un [ corral redondo [ ]] 40-60 feet/15-20 metros de diámetro ) con el manejador de la celebración de sólo un largo látigo o un lazo soga, enseñarle al caballo a responder a la voz y el lenguaje corporal del manipulador como él o ella pide el caballo a moverse más rápido o más lento , cambiar de dirección, y para parar.
- Longeing  ( lungeing - Reino Unido ) , que se pronuncia " lungeing " , la formación de un joven caballo a moverse en círculos al final de una larga cuerda o línea , por lo general alrededor de 25 a 30 pies de largo.
- La desensibilización , a veces llamado   Saqueo out , el proceso de introducción de un caballo a los objetos que aletean como mantas , enseñarle al caballo a dejarse tocar por un objeto y no tener miedo de las cosas que la gente se mueve alrededor de un caballo.
- Introducción a una ensillar y bridas o Arnés , sin tener que subirse al caballo o conectar un carro.
- Planta de conducción , también llamado palangre , la enseñanza de un caballo joven para seguir adelante con una persona que camina detrás de él , un precursor de ambos Arnés de conducción y que tiene [[ ]] s rein utilizados por un jinete montado .
- Bitting  , el proceso de acostumbrar a un caballo a un bit y frenillo , a veces con la adición de riendas laterales que se adhieren a una silla de montar , arneses , o sobrecincha ( una amplia banda de cuero o nylon que va alrededor del barril del caballo ) y acostumbrar al caballo a la sensación de presión en la broca .

Un caballo no está listo para ser montado hasta que se acostumbra a todo el equipo que necesita usar , y es sensible a la voz básico, y por lo general la rienda , comandos para iniciar, parar , girar y cambiar andaduras .
Para algunas disciplinas , trabajo de campo también se utiliza para desarrollar determinados tipos de musculatura , así como para inculcar ciertos comportamientos. Cuando el trabajo del suelo incorpora tanto el desarrollo mental y muscular , puede tomar mucho más tiempo para que el caballo esté listo para ser montado , pero los defensores de estos métodos mantienen que el tiempo adicional en el suelo permite que el caballo a avanzar más rápidamente o con mejores modales , una vez en silla de montar .

### "Copia de seguridad " o montando el caballo joven

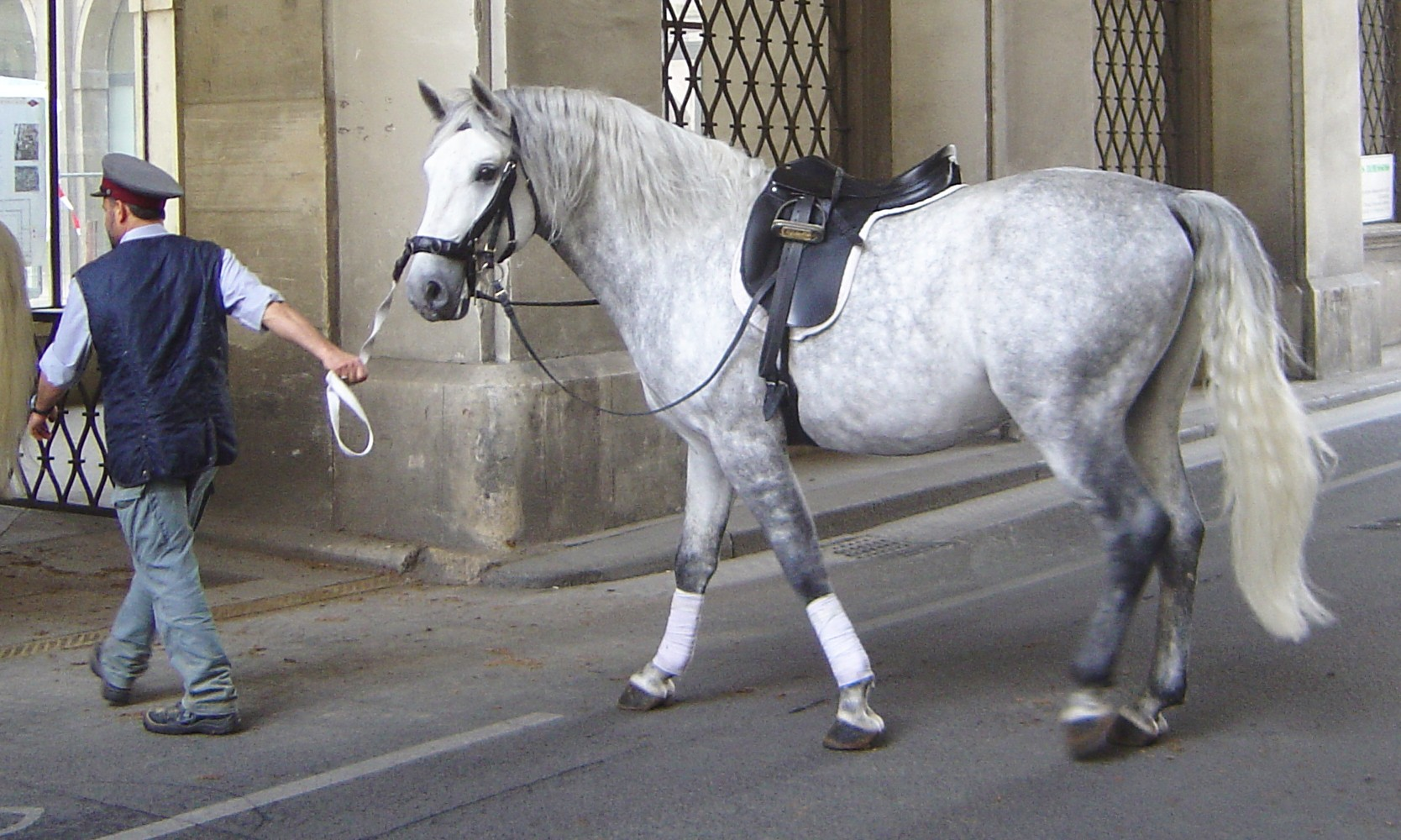
Un joven Lipizzan en la Escuela de Equitación Española en el equipo de entrenamiento, el uso de ensillar, bridas y longeing cavesson para que puede ser anhelado. antes de ser montado

La edad en que los caballos son montados primera , o " copia de seguridad " ( Reino Unido ) varía considerablemente según la raza y la disciplina. Muchos pura sangre los caballos de carreras tienen pequeñas , jinetes ligeros en sus espaldas ya en el otoño de su año añal . La mayoría de las razas de caballo común , como el American Quarter Horse , son montados en la edad de dos años . La mayoría de los caballos utilizados en el arnés tienen un carro primero dejar atrás a los dos años , e incluso algunos caballos no cabalgado hasta tres años de edad serán entrenados para tirar de un carro de luz en dos, con el fin de obtener una mejor disciplina y contribuir a desarrollar músculos más fuertes , con menos estrés. La gran mayoría de los caballos a través de disciplinas y en todo el mundo se puso por primera vez en silla de montar a la edad de tres. Sin embargo , algunas razas más lento de maduración , como el Lipizzan , no se montan hasta la edad de cuatro.
El acto de subir a un caballo por primera vez va por muchos nombres, incluyendo el respaldo  , rompiendo , de montaje ,  y montar simplemente  .  Hay muchas técnicas para la introducción del caballo joven a un ciclista oa un arnés y cesta para la conducción, pero el objetivo final de todos los métodos es hacer que el caballo con calma y tranquilidad permitir que un jinete sobre su espalda o detrás de él en un carro y para responder a los comandos básicos para seguir adelante , cambie aires y la velocidad, detenerse, girar y realizar copias de seguridad .
Lo ideal es un caballo joven no tendrá miedo de los humanos y ver está montado simplemente como uno más nueva lección . Un caballo joven maneja adecuadamente que tenía trabajo suficiente terreno rara vez Buck, trasera , o huir cuando está montado , incluso para la primera vez.